# Luis Pidal y Mon
Luis Pidal y Mon, född 1842 i Madrid, död 1913, var en spansk markis, politiker och författare. Han var son till Pedro José Pidal, bror till Alejandro Pidal y Mon och far till Maravillas de Jesús. 